# Nancy Virginia Sandoval Paiz
Nancy Virginia Sandoval Paiz (El Progreso, Jutiapa, 1979) es una médica y cirujana guatemalteca por la Universidad de San Carlos de Guatemala (1997-2003). Realizó la especialidad de Medicina Interna en el Hospital Roosevelt de Guatemala (2004-2007) en donde por méritos fue escogida como Jefa de Residentes en el último año de la residencia médica. Estudió el Máster Internacional de Enfermedades Parasitarias Tropicales en la Universidad de Valencia, España y es Especialista en Enfermedades Infecciosas por la Universidad Autónoma de Barcelona (UAB) realizado en el Hospital del Mar, Barcelona, España (2010-2012). Desde el año 2012 ha sido parte de la Asociación Guatemalteca de Enfermedades Infecciosas AGEI y actualmente preside la Junta Directiva (2020-2021) y es la representante titular ante el  Consejo Nacional de Prácticas de Inmunizaciones (Conapi) desde donde ha promovido la iniciativa para la Ley de Vacunas[1] en Guatemala. Desde el año diciembre de 2020 es Presidente de la Asociación Centroamericana y del Caribe de Infectología -ACENCAI- para el período 2021-2022. Valiosos aportes para la promoción de mayor visibilidad de mujeres en la ciencia pueden registrarse durante el período 2022-2024 en el que fue Coordinadora Nacional para Guatemala de la Organización de Mujeres en la Ciencia para el Mundo en Desarrollo OWSD. 
La investigación de Sandoval Paiz se centra en la importancia del consejo científico como fundamento para la toma de decisiones de salud pública.  

## Trayectoria
Estudió medicina en la Universidad de San Carlos de Guatemala, y realizó la especialidad en Medicina Interna en el Departamento de Medicina Interna del Hospital Roosevelt de Guatemala en donde fue Jefa de Residentes en el año 2008. Posteriormente realizó un Máster Internacional en Enfermedades Parasitarias Tropicales por la Universidad de Valencia, España y una Maestría en Enfermedades Infecciosas por la Universidad Autónoma de Barcelona en el Hospital del Mar, Barcelona. Actualmente es jefa de Servicio e Infectóloga de Adultos, y coordina el Comité de Control de Infecciones del Programa de Seguridad del Paciente del Departamento del Departamento de Medicina Interna del Hospital Roosevelt. Es profesora titular de Medicina Interna de la Universidad Rafael Landívar.  Es la actual Vicepresidenta de la Junta Directiva del Cuerpo Médico Activo del Hospital Roosevelt y Presidenta de la Asociación Guatemalteca de Enfermedades Infecciosas.
En su desempeño profesional ha ocupado varios cargos como médico adjunta de Servicio de Emergencia y médico de atención primaria de residencia geriátrica, en Valencia, España (2009). Desde el año 2020 es miembro titular de la Organización de Mujeres en la Ciencia para el Mundo en Desarrollo Capítulo Guatemala.

## Divulgación Científica
La doctora Sandoval Paiz desarrolla junto a AGEI campañas de educación y divulgación científica en diferentes temas de interés social. Durante los años 2020 y 2021 centró sus intervenciones en temas relacionados con el COVID-19 medidas de prevención y cuidado de la población y políticas públicas de manejo de la pandemia. En primera línea de atención a pacientes infectados por la pandemia Covid19 ha indicado: "apoyamos totalmente las medidas encaminadas a mitigar esta pandemia, en este momento la pregunta no es ¿Salud o economía? Sabemos que el distanciamiento social es necesario al menos durante las próximas seis semanas, si no queremos ver lo que pasó en otros países que tienen mejor sistema de salud"

## Investigación Clínica y Publicaciones
- 2021: Ramay, Brooke; Chávez, Nuria; Melgar; Mario, Lou, Randal; Sandoval Nancy; Maldonado, Herbert.  Antimicobrial Prescribing Guidance and Comunication among Health th Care Professionals in five Guatemala Hospitals. Forum Infectious Diseases, S73-S174. DOI:10.1093/Ofid/OFAB466.322. Diciembre 2021.
- 2021: Maldonado, Herbert; Ramay, Brooke; Secaira, Clara; Chávez, Nuria; Melgar, Mario; Lou, Randall; Sandoval, Nancy.  Formación y confianza para la prescripción antimicrobiana en médicos de hospitales de Guatemala.Conference: XX Congreso de la Asociación Panamericana de Infectología, Project: Antimicrobial Resistance, agosto de 2021.
- 2021: Maldonado, Herbert; Ramay, Brooke; Secaira, Clara; Chávez, Nuria; Melgar, Mario; Lou, Randall; Sandoval, Nancy. Contexto de la prescripción de antimicrobianos en Hospitales de Guatemala. Conference XX Congreso de la Asociación Panamericana de Infectología.  DOI:10.13140/RG.2.2.15185.04967, agosto de 2021
- 2019: Herberth G. Maldonado Briones, Mario Melgar Toledo, Nancy Sandoval Paiz, Hugo Pezzarossi. Manifestaciones clínicas y complicaciones de la enfermedad por coronavirus 2019 (COVID-19): revisión de la literatura. Ciencia, Tecnología y Salud.[7]
- 2016: Nancy Virginia Sandoval-Osteomielitis Crónica por Nocardia. June 2016. DOI:10.13140/RG.2.1.2961.3682.
- 2015: Lupus eritematoso sistémico (LES), Fase III, Sub-Investigadora.
- 2015: Sandoval Nancy, Nancy Sandoval, Santiago Grau, Luisa Sorlí, Milagro Montero, Erika Esteve & Juan Pablo Horcajada. Clinical experience with the use of daptomycin in a tertiary care teaching hospital in Barcelona, Spain. Future Microbiology 10(7):1-10.  DOI: 10.2217/fmb.15.41
- 2011:  Participación de recogida de datos y análisis del estudio de Prevalencia de Infección Nosocomial, Hospital del mar y Hospital de la Esperanza (Parc de Salut Mar), Barcelona, España. Estudio VINCAT . Vigilancia de Infecciones Nosocomiales de la red hospitalaria de Cataluña.

## Premios y reconocimientos
Beca del Colegio de Médicos de Barcelona para la Formación en Cooperación Becas Bada 2010.